# Slachtoffers in de Tweede Wereldoorlog

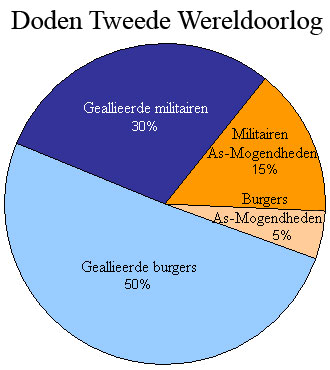
Procentueel overzicht van het aantal gedode militairen en burgers van de geallieerden en asmogendheden gedurende de Tweede Wereldoorlog.

De Tweede Wereldoorlog heeft in absolute zin waarschijnlijk het grootste aantal dodelijke slachtoffers als gevolg gehad. Tientallen miljoenen doden waren het gevolg van conflicten over de hele wereld. De tabellen hieronder geven een gedetailleerd overzicht van de doden gerangschikt per land.

## Omstreden getallen
De statistieken over de slachtoffers van de Tweede Wereldoorlog verschillen nogal van elkaar. Zo worden er aantallen van rond de 50 miljoen genoemd, maar ook van boven de 70 miljoen. De gegevens hier zijn afkomstig van een primaire bron, indien aanwezig. Door de val van het communisme in de voormalige Sovjet-Unie, is er een beter beeld ontstaan over het aantal slachtoffers van de Sovjet-Unie. Het aantal zou liggen om en nabij de 26,6 miljoen doden. Dit geldt voor de naoorlogse grenzen van de Sovjet-Unie. Het aantal slachtoffers van etnische Polen en Poolse Joden wordt geschat op 4,9 miljoen. De Duitse historicus Rűdiger Overmans, publiceerde in 2000 in een rapport dat het aantal Duitse militaire doden en vermisten op 5,3 miljoen ligt. De totale oorlogsdoden van de Britse Gemenebest is gebaseerd op een onderzoek door de Commonwealth War Graves Commission. De slachtoffers die hier zijn geteld, zijn inclusief de 12 miljoen in hongersnood gestorven Chinezen, Indonesiërs en Indo-Chinezen.

## Slachtoffers per land
Het aantal slachtoffers is onevenredig verdeeld over de landen. Dit is vooral het geval bij burgerslachtoffers. De volgende grafiek geeft gegevens in absolute cijfers, alsmede het relatieve verlies per land.
| Land                | Inwoneraantal 1939 | Militaire slachtoffers                       | Burgerslachtoffers | Joodse Holocaustslachtoffers | Totaal aantal doden | Doden in % van het inwoneraantal |
| ------------------- | ------------------ | -------------------------------------------- | ------------------ | ---------------------------- | ------------------- | -------------------------------- |
| Albanië             | 1.073.000          | 28.000                                       |                    | 200                          | 28.200              | 2,63%                            |
| Australië           | 6.998.000          | 40.400                                       | 100                |                              | 40.500              | 0,58%                            |
| België              | 8.387.000          | 12.100                                       | 49.600             | 24.400                       | 86.100              | 1,02%                            |
| Birma               | 16.119.000         | 22.000                                       | 250.000            |                              | 272.000             | 1,16%                            |
| Brazilië            | 40.289.000         | 1.000                                        | 1.000              |                              | 2.000               | 0,00%                            |
| Bulgarije           | 6.458.000          | 22.000                                       | 3.000              |                              | 25.000              | 0,38%                            |
| Canada              | 11.267.000         | 45.300                                       |                    |                              | 45.300              | 0,40%                            |
| China               | 517.568.000        | 3.800.000                                    | 15.805.000         |                              | 19.605.000          | 3,78%                            |
| Cuba                | 4.235.000          |                                              | 100                |                              | 100                 | 0,00%                            |
| Denemarken          | 3.795.000          | 2.100                                        | 1.000              | 100                          | 3.200               | 0,08%                            |
| Duitsland           | 69.623.000         | 5.533.000                                    | 1.810.000          | 160.000                      | 7.503.000           | 10,77%                           |
| Estland             | 1.134.000          |                                              | 40.000             | 1.000                        | 41.000              | 3,62%                            |
| Ethiopië            | 17.700.000         | 5.000                                        | 200.000            |                              | 205.000             | 1,16%                            |
| Finland             | 3.700.000          | 95.000                                       | 2.000              |                              | 97.000              | 2,62%                            |
| Frankrijk           | 41.700.000         | 212.000                                      | 267.000            | 83.000                       | 562.000             | 1,35%                            |
| Frans Indo-China    | 24.600.000         |                                              | 1.000.000          |                              | 1.000.000           | 4,07%                            |
| Filipijnen          | 16.000.000         | 57.000                                       | 90.000             |                              | 147.000             | 0,92%                            |
| Griekenland         | 7.222.000          | 20.000                                       | 220.000            | 71.300                       | 311.300             | 4,31%                            |
| Hongarije           | 9.129.000          | 300.000                                      | 80.000             | 200.000                      | 580.000             | 6,35%                            |
| IJsland             | 119.000            |                                              | 200                |                              | 200                 | 0,17%                            |
| Ierland             | 2.960.000          |                                              | 200                |                              | 200                 | 0,00%                            |
| India               | 378.000.000        | 87.000                                       | 1.500.000          |                              | 1.587.000           | 0,42%                            |
| Iran                | 14.340.000         | 200                                          |                    |                              | 200                 | 0,00%                            |
| Irak                | 3.698.000          | 1.000                                        |                    |                              | 1.000               | 0,03%                            |
| Italië              | 44.394.000         | 306.400                                      | 145.100            | 8.000                        | 459.500             | 1,04%                            |
| Japan               | 71.380.000         | 2.041.000                                    | 580.000            |                              | 2.621.000           | 3,67%                            |
| Joegoslavië         | 15.400.000         | 446.000                                      | 514.000            | 67.000                       | 1.027.000           | 6,67%                            |
| Korea               | 23.400.000         |                                              | 60.000             |                              | 60.000              | 0,26%                            |
| Letland             | 1.995.000          |                                              | 147.000            | 80.000                       | 227.000             | 11,38%                           |
| Litouwen            | 2.575.000          |                                              | 212.000            | 141.000                      | 353.000             | 13,71%                           |
| Luxemburg           | 295.000            |                                              | 1.300              | 700                          | 2.000               | 0,68%                            |
| Maleisië            | 4.391.000          |                                              | 100.000            |                              | 100.000             | 2,28%                            |
| Malta               | 269.000            |                                              | 1.500              |                              | 1.500               | 0,56%                            |
| Marokko             | 258.000            |                                              | 1.350              |                              | 1.350               | 0,54%                            |
| Mexico              | 19.320.000         |                                              | 100                |                              | 100                 | 0,00%                            |
| Mongolië            | 819.000            | 300                                          |                    |                              | 300                 | 0,04%                            |
| Nederland           | 8.729.000          | 7.900                                        | 88.900             | 102.000                      | 198.800             | 2,32%                            |
| Nederlands-Indië    | 69.435.000         | 83.000                                       | 4.000.000          | 503                          | 4.083.503           | 5,76%                            |
| Newfoundland        | 300.000            | 1.000                                        | 100                |                              | 1.100               | 0,37%                            |
| Nieuw-Zeeland       | 1.629.000          | 11.900                                       |                    |                              | 11.900              | 0,67%                            |
| Noorwegen           | 2.945.000          | 3.000                                        | 5.800              | 700                          | 9.500               | 0,32%                            |
| Oostenrijk          | 6.653.000          | doden zijn opgenomen bij Duitse slachtoffers | 40.500             | 65.000                       | 105.500             | 1,59%                            |
| Eilanden in Oceanië | 1.900.000          |                                              | 57.000             |                              | 57.000              | 3,0%                             |
| Polen               | 27.007.000         | 100.000                                      | 1.900.000          | 3.000.000                    | 5.000.000           | 18,51%                           |
| Roemenië            | 19.934.000         | 300.000                                      | 64.000             | 469.000                      | 833.000             | 4,22%                            |
| Singapore           | 728.000            |                                              | 50.000             |                              | 50.000              | 6,87%                            |
| Sovjet-Unie         | 175.500.000        | 10.700.000                                   | 11.900.000         | 1.000.000                    | 23.600.000          | 13,44%                           |
| Spanje              | 25.637.000         | 4.500                                        |                    |                              | 4.500               | 0,02%                            |
| Turkije             | 17.370.000         | 200                                          |                    |                              | 200                 | 0,00%                            |
| Thailand            | 15.023.000         | 5.600                                        | 300                |                              | 5.900               | 0,04%                            |
| Timor               | 500.000            |                                              | 55.000             |                              | 55.000              | 11,0%                            |
| Tsjechoslowakije    | 15.300.000         | 25.000                                       | 43.000             | 277.000                      | 345.000             | 2,25%                            |
| Verenigd Koninkrijk | 47.760.000         | 382.600                                      | 67.800             |                              | 450.400             | 0,94%                            |
| Verenigde Staten    | 131.028.000        | 407.300                                      | 11.200             |                              | 418.500             | 0,32%                            |
| Zwitserland         | 4.210.000          |                                              | 100                |                              | 100                 | 0,00%                            |
| Zuid-Afrika         | 10.160.000         | 11.900                                       |                    |                              | 11.900              | 0,12%                            |
| Totaal              | 1.961.071.000      | 25.037.500                                   | 41.363.400         | 5.754.400                    | 72.155.800          | 3,70%                            |

### Grafiek

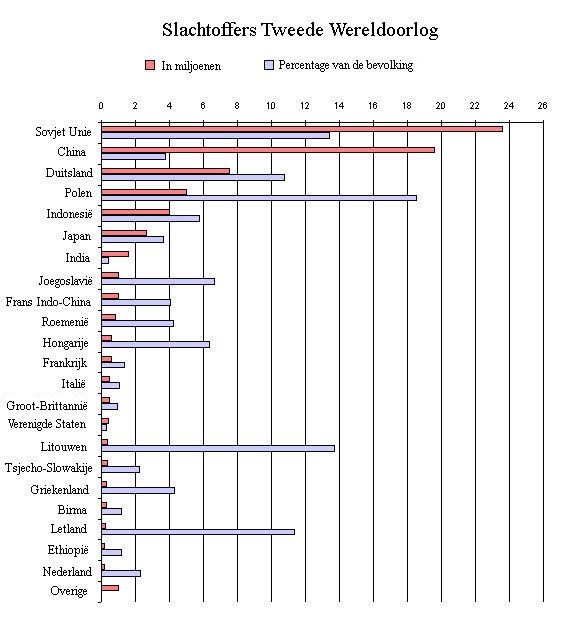
Slachtoffers Tweede Wereldoorlog

### Opmerkingen
- De getallen zijn afgerond op "100"
- Inwoneraantal in 1939
- Het inwoneraantal in 1939 van de Sovjet-Unie is inclusief de zeven miljoen etnische Oekraïners en Wit-Russen in Polen
- Militaire slachtoffers - De slachtoffers zijn zowel degenen die in een gevecht zijn gesneuveld, als degenen die buiten een gevecht om zijn gesneuveld. Hierbij kan gedacht worden aan militairen die zijn gevangengenomen en zijn gestorven in krijgsgevangenschap. Het aantal militaire doden in nazi-gevangenschap ligt rond de 3,1 miljoen[8], terwijl het aantal gestorven militairen in Japanse krijgsgevangenschap ongeveer 540.000[9] bedraagt.
  - Tevens worden militairen gerekend tot het land waar ze in dienst waren. Neem als voorbeeld een Amerikaanse militair die voor de Britse luchtmacht vliegt. Als hij dan sterft, wordt hij opgenomen bij Groot-Brittannië.
- Burgerslachtoffers - Hier worden zowel de burgers meegerekend die door militaire acties om het leven zijn gekomen, als de burgers die als gevolg van de oorlog (hongerdood, ziekte etc.) zijn omgekomen. Tevens worden hier de niet-Joodse burgers onder gerekend die door de Holocaust zijn omgekomen, die in totaal 12,1 miljoen bedragen. Joodse burgerslachtoffers zijn apart opgenomen. Deze bedragen in totaal 5,7 miljoen[9].

Bovendien worden de burgers die door Japanse oorlogsmisdaden en tijdens de annexaties van de Sovjet-Unie in 1939-1940 om het leven zijn gekomen, gerekend tot de burgerslachtoffers.
- Joodse Holocaustslachtoffers - Bron: Martin Gilbert, Atlas of the Holocaust 1988, Blz.244 ISBN 0-688-12364-3

## Militaire slachtoffers

### Militaire slachtoffers van de geallieerde gerangschikt bij dienstafdeling
| Land              | Afdeling                                                           | Aantal in dienst | Gedood/vermist | Gewond     | Krijgsgevangenen | Percentage gedood |
| ----------------- | ------------------------------------------------------------------ | ---------------- | -------------- | ---------- | ---------------- | ----------------- |
| Sovjet-Unie 41-45 | Alle dienstafdelingen                                              | 34.476.700       | 8.668.400      | 14.685.593 | 4.059.000        | 25,1%             |
| Sovjet-Unie 39-40 | Alle dienstafdelingen                                              |                  | 136.945        | 205.924    |                  |                   |
|                   | Voor militaire dienst opgeroepen reserves                          |                  | 1.500.000      |            | 1.200.000        |                   |
|                   | Paramilitaren en Sovjet partizanen                                 |                  | 400.000        |            |                  |                   |
| Britse Gemenebest | Alle dienstafdelingen                                              | 11.115.000       | 580.000        | 475.000    | 318.000          | 5,2%              |
| Verenigde Staten  | Alle dienstafdelingen                                              | 11.260.000       | 318.274        | 565.861    |                  | 2,8%              |
|                   | United States Army Air Force (USAAF) (inbegrepen bij de Landmacht) | (3.400.000)      | (54.700)       | (17.900)   |                  | 1,61%             |
|                   | Marine                                                             | 4.183.446        | 62.614         | 37.778     |                  | 1,5%              |
|                   | United States Marine Corps                                         | 669.100          | 24.511         | 68.207     |                  | 3,66%             |
|                   | United States Coast Guard                                          | 241.093          | 1.917          |            |                  | 0,78%             |
|                   | Onbekend welke dienstafdeling                                      |                  |                |            | 130.201          |                   |

### Militaire slachtoffers van de asmogendheden gerangschikt bij dienstafdeling
| Land | Afdeling                                 | Aantal in dienst | Gedood/vermist | Gewond    | Krijgsgevangenen | Percentage gedood |
| --- | ---------------------------------------- | ---------------- | -------------- | --------- | ---------------- | ----------------- |
| Duitsland | Landmacht                                | 13.600.000       | 4.202.000      |           |                  | 30,9%             |
| | Luchtmacht                               | 2.500.000        | 433.000        |           |                  | 17,32%            |
| | Marine                                   | 1.200.000        | 138.000        |           |                  | 11,5%             |
| | Waffen-SS                                | 900.000          | 314.000        |           |                  | 34,9%             |
| | Volkssturm en Politie                    |                  | 231.000        |           |                  |                   |
| | Sovjetburgers in Duitse militaire dienst |                  | 215.000        |           |                  |                   |
| | Onbekend welke dienstafdeling            |                  |                | 6.035.000 | 11.100.000       |                   |
| Japan | Landmacht                                | 6.300.000        | 1.526.000      | 85.600    | 30.000           | 24,22%            |
| | Marine                                   | 2.100.000        | 414.900        | 8.900     | 10.000           | 19,76%            |
| Roemenië (Tot 1944)                                                                                                   | Alle dienstafdelingen                    |                  | 200.000        |           |                  |                   |
| Italië (Tot 1943) | Alle dienstafdelingen                    |                  | 60.000         |           |                  |                   |
| Vichy-Frankrijk | Alle dienstafdelingen                    |                  | 1.200          |           |                  |                   |
| Bulgarije (Tot 1944)                                                                                                  | Alle dienstafdelingen                    |                  | 9.000          |           |                  |                   |
| Finland (Tot 1944; Officieel maakte Finland geen deel uit van de Asmogenheden, maar ze vochten wel mee aan hun zijde) | Alle dienstafdelingen                    |                  | 82.000         |           |                  |                   |

### Diagrammen
|  |  |

## Andere slachtoffercategorieën
Militairen en burgers die gehandicapt of met een trauma weliswaar levend maar niet wel uit de strijd kwamen, gezinnen en families van omgekomen militairen en burgers, holocaustoverlevenden, onderduikers, gezinnen en families van daders.